# Ysaak Brons
Ysaak Brons (auch Ysaac Brons geschrieben; * 3. April 1802 in Jever; † 12. März 1886 in Emden) war Politiker, Kaufmann und Reeder. 1848/49 war er Mitglied der Frankfurter Nationalversammlung.

## Leben
Brons war ein ostfriesischer Kaufmannssohn mennonitischen Glaubens. Nachdem sein Vater während der napoleonischen Kontinentalsperre sein Vermögen verloren hatte, machte sich Ysaak 1826 selbständig und war als Getreidehändler und Reeder erfolgreich. 1836 wurde er englischer Vizekonsul in Emden. Die sehr schlechte Verkehrsinfrastruktur Ostfrieslands, das damals zum Königreich Hannover gehörte, beeinträchtigte die wirtschaftliche Entwicklung der Region erheblich. Brons setzte sich deshalb mit großem Nachdruck für den Eisenbahnbau, bessere Straßen und die Einführung der Dampfschifffahrt ein. Auch seine eigene Reederei erwarb frühzeitig eigene Dampfschiffe. Sein Wirken hatte großen Einfluss auf den Bau der Hannoverschen Westbahn von Emden in Richtung Münster in den 1850er Jahren.
Brons wirkte zeitweise als Mitglied des Kirchenrates und als Diakon der mennonitischen Gemeinde in Emden. Aufgrund seines mennonitischen Glaubens verweigerte ihm die hannoversche Regierung, sein gewähltes Amt als Deputierter der Ständeversammlung und Vertreter Ostfrieslands in Hannover anzutreten. Brons entwickelte Sympathie für die demokratischen Kräfte, die 1848 die Märzrevolution in Deutschland auslösten. Vom 18. Mai 1848 bis zum 20. Mai 1849 war er für Emden Abgeordneter in der Frankfurter Nationalversammlung. Hier trat er als Befürworter einer kleindeutschen Lösung auf. Er war Mitglied der Kommissionen (Parlamentsausschüsse) für Volkswirtschaft und Marine. Als Emder Abgeordneter setzt er sich besonders dafür ein, dass Emden Hauptkriegshafen der neuen Reichsflotte werden sollte. Zeitweilig bekleidete er das Amt des Reichskommissars für Marinefragen.
Nach dem Scheitern der Revolution blieb Brons neben seiner kaufmännischen Tätigkeit der Politik treu. Ostfriesland wurde 1866 wieder preußisch, und Brons wurde 1867 zum Mitglied des neuen Norddeutschen Reichstags gewählt. Nachdem König Wilhelm I. von Preußen 1869 anlässlich eines Emden-Besuches im Hause Brons wohnte, erhielt Brons den Titel „Königlicher Kommerzienrat“.
Seine Frau Antje Brons wirkte unter anderem als Schriftstellerin. Zusammen hatte das Paar 11 Kinder, von denen zwei früh starben. Der Sohn Bernhard wurde ein angesehener Kaufmann.
Nach Brons wurde die gleichnamige Straße im Behördenviertel in Emden benannt.

## Schriften
- Ueber die Handels-Zustände der Ems-Häfen Emden und Leer und über die Hannoversche West-Eisenbahn, Culemann, Hannover 1846; 2. Auflage: Rakebrand, Emden 1850